# マシパイ
マシパイとは、ケニアのマサイ族の女性が身につけるビーズや子安貝などを用いたネックレスのこと。
針金に小ぶりのビーズを通して幾何学模様を表したもので、首枷型といわれる大きな円盤状のものが有名だが、ネックレス型、前にプレート状に垂れ飾りをつけた首輪型のものなどがある。
基本色は白、赤、青で、それぞれ、牛の血の赤、牛の乳の白、空の青を象徴している。
マサイの人々は近年まで穀物をほとんど取らず牛の血液や乳をおもな食糧とする生活を送っており、牛を財産として尊重する遊牧民として婚資や和解金などとしても牛を贈与しあうため、牛の乳と血は単なる食品以上の象徴的な意味を持っている。
マサイの花嫁衣装は基本色で装飾を施したマシパイと牛の皮のマントである。
例外的に、息子の割礼式に出席する女性は黒いビーズと子安貝のマシパイを身につける。
また、割礼式などの儀式用のマシパイは特にマンゲッタという別名でも呼ばれる。